# Marcin Banot
Marcin Banot (ur. 21 października 1988 w Świętochłowicach) – polski wspinacz builderingowy, wideobloger, podróżnik, przedsiębiorca.
Od urodzenia mieszka w Chropaczowie, dzielnicy Świętochłowic. Publikuje materiały na 2 kanałach w serwisie YouTube: BNT i Marcin Banot.

## Osiągnięcia wspinaczkowe
Wspiął się m.in. na szczyt Diabelskiego Młyna w Śląskim Wesołym Miasteczku, nieczynny maszt radiowy o wysokości 363 m oraz Hotel Silesia bez asekuracji.
2 czerwca 2019 wspiął się bez asekuracji na hotel Marriott. Wspinaczkę rozpoczął o godzinie 20:28, po 37 minutach i 45 sekundach udało mu się bezpiecznie wdrapać na szczyt budynku.
18 września 2020 roku wspiął się na szczyt paryskiego wieżowca Montparnasse bez zabezpieczeń. Zajęło mu to 1 godzinę i 12 minut. 30 czerwca 2023 roku powtórzył ten wyczyn. W grudniu 2023 został skazany przez francuski sąd na 6 miesięcy pozbawienia wolności w zawieszeniu na 5 lat.
11 czerwca 2024 roku podjął nieudaną próbę zdobycia wieżowca Globant Tower w Buenos Aires w dzielnicy Retiro. Próba wspinaczki została przerwana przez specjalny oddział strażacki, który przechwycił i zabezpieczył wspinacza jeszcze na ścianie budynku. Budynek ten posiada 30 pięter (wysokość 125 m), a wspinaczka została zażegnana na ok. 25 piętrze wieżowca. Służby w celu zabezpieczenia wspinacza wykonały dużej wielkości otwór w elewacji budynku. Vloger za ten wyczyn został ukarany m.in. 3-letnim zakazem wjazdu do Argentyny.
| Miasto              | Budowla                                     | Rok  | Wysokość | Uwaga                                                       |
| ------------------- | ------------------------------------------- | ---- | -------- | ----------------------------------------------------------- |
| Chorzów             | Diabelski młyn w Śląskim Wesołym Miasteczku | 2017 | 40 m     |                                                             |
| Katowice            | Hotel Silesia                               | 2017 | 50 m     |                                                             |
| Donebach            | Maszt radiowy Sender Donebach               | 2017 | 363 m    |                                                             |
| Baia Mare           | Komin w Hucie miedzi Phoenix                | 2017 | 351,5 m  |                                                             |
| Toruń               | Most drogowy im. Józefa Piłsudskiego        | 2017 |          |                                                             |
| Trbovlje            | Komin Trboveljski dimnik                    | 2017 | 360 m    |                                                             |
| Praga               | Wieża Petrińska                             | 2017 | 65,5 m   |                                                             |
| Praga               | Wieża ratusza staromiejskiego               | 2017 | 70 m     | Po rusztowaniu zainstalowanym podczas remontu.              |
| Kingston upon Hull  | Humber Bridge                               | 2018 | 155,5 m  |                                                             |
| Kraków              | Szkieletor                                  | 2018 | 92 m     |                                                             |
| Wrocław             | Iglica                                      | 2018 | 90,3 m   | Zatrzymany przez Policję po samodzielnym zejściu.           |
| Pitești             | Komin CET Pitești                           | 2018 | 280 m    |                                                             |
| Barcelona           | Hotel Arts Barcelona                        | 2018 | 154 m    |                                                             |
| Barcelona           | Hotel Meliá Barcelona Sky                   | 2018 | 117 m    |                                                             |
| Warszawa            | Hotel Marriott                              | 2019 | 140 m    | Aresztowany na szczycie.                                    |
| Paryż               | Wieża Montparnasse                          | 2020 | 210 m    | Aresztowany na szczycie.                                    |
| Warszawa            | Siedziba Telewizji Polsat                   | 2021 | 55 m     |                                                             |
| Paryż               | Tour Total                                  | 2021 | 190 m    | Wspinaczka razem z Léo Urbanem.                             |
| Paryż               | Tour T1                                     | 2021 | 185 m    | Czas wspinaczki: 31 minut.                                  |
| Paryż               | Tour Total                                  | 2021 | 190 m    | Wspinaczka razem z: Alain Robert, Léo Urban, Alexis Landot. |
| Paryż               | Wieża Eiffla                                | 2021 | 324 m    | Wspinaczka razem z Léo Urbanem.                             |
| Mitrowica           | komin                                       | 2021 | 300 m    |                                                             |
| Czarnobyl           | Oko Moskwy                                  | 2022 | 150 m    |                                                             |
| Barcelona           | Torre Agbar                                 | 2022 | 144 m    | Wspinaczka razem z Dorotą Gadzińską.                        |
| Frankfurt nad Menem | Frankfurter Büro Center                     | 2022 | 142 m    | Pod pretekstem protestu przeciwko wojnie na Ukrainie.       |
| Paryż               | Wieża Montparnasse                          | 2023 | 210 m    |                                                             |
| Porto               | Most Ponte Dom Luís I                       | 2024 | 44,6 m   |                                                             |
| Buenos Aires        | Globant Tower                               | 2024 | 125 m    | Aresztowany w trakcie wchodzenia.                           |
| Porto               | Tower Plaza                                 | 2024 | 80 m     | Po wejściu na dach zatrzymany przez ochronę i policję.      |

## Życie prywatne
Banot na co dzień posługuje się etnolektem śląskim (śl. ślůnskům godkům). Poza kanałem BNT prowadzi również kanał Marcin Banot, który poświęcony jest głównie vlogom lub materiałom okołowspinaczkowym.